# HD 93833
HD 93833 är en ensam stjärna belägen i den södra delen av stjärnbilden Sextanten. Den har en skenbar magnitud av ca 5,84 och är  svagt synlig för blotta ögat där ljusföroreningar ej förekommer. Baserat på parallaxmätning inom Hipparcosuppdraget på ca 9,6 mas, beräknas den befinna sig på ett avstånd på ca 340 ljusår (ca 104 parsek) från solen. Den rör sig bort från solen med en heliocentrisk radialhastighet på ca 40 km/s. På det beräknade avståndet minskar stjärnans skenbara magnitud med 0,202 enheter genom en skymningsfaktor orsakad av interstellärt stoft.

## Egenskaper
HD 93833 är en orange till gul jättestjärna i huvudserien av spektralklass K0 III. Den har en radie som är ca 10,5 solradier och har ca 50 gånger solens utstrålning av energi från dess fotosfär vid en effektiv temperatur av ca 4 700 K.